# 隷嬢学園2 〜嗜虐の花園〜
『隷嬢学園2 〜嗜虐の花園〜』（れいじょうがくえん2 しぎゃくのはなぞの）は、2008年1月25日にPsy-chsから発売されたアダルトゲームである。
2004年に発売された『隷嬢学園 〜煉獄の学舎〜』の続編であり、前作の事件に巻き込まれた教師が別の学園で凌辱を繰り広げる内容である。

## あらすじ

### 共通ルート
男性教師の主人公・井上慶介は、前作での事件に巻き込まれた結果、心に傷を負って人格が破綻してしまう。慶介はこの事件の犯人である北沢秀一のように性奴隷を手に入れて心の傷をいやしたいと考え、ある計画を練る。事件から数年後、慶介は名門校・私立皇麟女学園に赴任し、成績不振者向けの合宿の責任者に任命される。
まず、慶介は合宿参加者の一人である綾小路麗子に狙いを定める。もともと麗子は一番になりたがる傾向があったため、そのための特訓と称した調教をあっさりと受け入れる。一方、もう一人の参加者である春日井桜子は本来が成績優秀であるために合宿の対象者ではないものの、慶介を見張るために参加してきた経緯を持った。その態度から慶介にマークされ、ある日ひそかな趣味であるコスプレオナニーを見られてしまい、それをネタに脅迫を経て調教されてしまう。それから、理事長の孫で合宿に参加していた君島青葉が男であることを知り、これをネタに脅す。その後、青葉の親友である大沢夏樹から彼について相談が持ちかけられ、犯人を捕まえると称して夏樹を空き教室へ誘導し、脅迫して肉体関係を結ぶ。さらに、青葉と夏樹と親しい関係にある現役アイドル・姫宮結依を脅し、性奴隷とする。
一方、合宿参加者の一人である氷室涼風は、学園で起きた連続強姦殺人事件について調べていた。この事件では当時教師だった涼風の兄が犯人と疑われ、飛び降り自殺をしたが、彼女は兄の無実を信じていた。慶介は事件の捜査協力をするという名目で、涼風を性奴隷にする。そこに同僚教師の優奈が妨害してくる。その際、優奈はかつて慶介が通っていた学園の生徒だと明かすが、慶介はそれを無視して監禁する。

### 個別エンド
本作では6つのエンディングがある。そのうち、優奈エンドは涼風エンドから分岐する。
麗子エンド
麗子は慶介の調教によってサディズムに目覚め、ついに学園ナンバー1の女王様の座を手に入れる。
桜子エンド
桜子は調教により、自らの意思を素直に表現できるようになり、積極的にコスプレ姿を披露するようになった。
夏樹エンド
優奈の励ましを受けた青葉は慶介に反撃するものの、返り討ちに遭い、多量の媚薬を投与されたうえで夏樹にけしかけられる。夏樹はそのショックから慶介のものになることにした。だが、これは夏樹の策略でもあり、慶介は夏樹がべったり甘えてくるため、他の女へ手出しができなくなってしまった。
結衣エンド
結衣は優奈と二人で慶介を裏切ろうとして失敗する。結衣は誰かを笑顔にするためにアイドルをしていることを再確認し、慶介を笑顔にできれば本物のアイドルにできるかもしれないと明かす。
考えた末に、彼は調教を最後までやりきる。その後、彼はコンサートに招待される。
涼風エンド
調教中に慶介から首を絞めてしめられてしまった涼風は過去の記憶を思い出す。その後、涼風は慶介を屋上へ呼び出し、兄が犯人であったことを明かす。婚約者に捨てられていた涼風の兄は、励ましてくれた妹を女としてみるようになり、実らない恋への苦しみから妹と同年代の学生を犯していた。だが、ある時涼風に犯行を見られてしまい、その時に首を絞めて犯そうとしたと結果、屋上から落ちて死んだのが事件の真相だった。話し終わった後、涼風は兄を殺した罰を受けるべきだとしつつも、孤独から慶介を道津れにしようとする。だが、慶介に拒否され、結局彼の奴隷として生きる道を選んだ。
優奈エンド
涼風とともに慶介は屋上から転落死する。優奈は、自身の夫である秀一と二人で慶介の墓参りに行く。
ハーレムエンド
慶介は5人の女たちを自らのものとするが、むなしさだけが残った。

## 登場人物
井上 慶介
本作の主人公。
姫宮 結依（ひめみや ゆい）
声：草柳順子
現役アイドル。家は貧しい母子家庭であるため、経済上の理由から芸能活動を絶ちたくないと考えている。
本来であれば学業に申し分はないが、芸能活動のため授業に若干の遅れが生じているため、強化合宿に参加した。
夏樹と青葉の3人と親しい。
大沢 夏樹（おおさわ なつき）
声：野宮香央里
バレーボール部のエース。結依と青葉の3人と親しい。特に青葉に対しては、彼の秘密を知って以来、保護者のような立ち位置についている。
スポーツ特待生として入学した経緯を持ち、部活を優先するあまり学業に遅れが生じているため、強化合宿に参加した。
春日井 桜子（かすがい さくらこ）
声：和葉
成績優秀且つ合気道にもたけた女子生徒。その一方で融通が利かないため、他の生徒や教師と衝突している。
コスプレ好きであり、コスプレ時は「紫庵（シアン）」という名前を名乗っている。
前述のとおり、本来であれば合宿の対象外だが、慶介への警戒心から、自ら合宿に参加した。
綾小路 麗子（あやのこうじ れいこ）
声：東かりん
一番でなければ気が済まないお嬢様。努力家だが、勘違いが多く空回りしている。目立ちたがりがゆえ、合宿のメンバーに選ばれなかったことを苦々しく思い、自ら合宿に参加した。
氷室 涼風（ひむろ すずか）
声：かわしまりの
結依の幼馴染。頭が良い反面、授業や試験に来ないことが多い。他者と距離を置くことが多いため、友人はいないものの、動物好きであり、乗馬部に所属している。
君島 青葉（きみしま あおば）
声：サトウユキ
学園理事長の孫で、結依と夏樹と仲が良い。気弱な性格と女性的な容姿をしているが、実は男性であり、学園の責任者となるために女性として登校している。なお、合宿への参加は理事長の方針によるものであり、本人の成績に問題はない。
御崎 優奈（みさき ゆうな）
声：青川ナガレ
学園の教師。前作の登場人物・鮎川優奈と同一人物である。